# Toyota JPN Taxi
El Toyota JPN Taxi és un automòbil dedicat per a taxi fabricat per Toyota. Com que el seu mercat principal és el Japó (tot i que també es ven a Hong Kong) es fabrica al Japó.
Està basat en el concepte JPN Taxi, el qual fou exhibit en l'edició 43 del Saló de l'Automòbil de Tòquio en 2013. És el successor del Toyota Comfort i el Toyota Crown Sedan. Utilitza la plataforma del Toyota Sienta de segona generació amb un pis més baix i un sostre més alt.
A tot el Japó i particularment a Tòquio tots els taxis fins fa poc solien ser els típics i antiquats però elegants Toyota Comfort/Toyota Crown Sedan de 1988 o els Nissan Cedric de 1987 o els Nissan Crew, aquest darrer enfocat des del principi per a taxi. L'any 2017, després de 30 anys de producció i milions de models venuts per tot arreu, Toyota va deixar de produir el Comfort/Crown Sedan per passar a produir el nou JPN Taxi. A diferència dels seus predecessors que eren berlines de tres cossos, el JPN presenta un disseny de monovolum amb porta lliscant i un sostre sobre-elevat comparat amb el comú dels automòbils.